# Drewelow

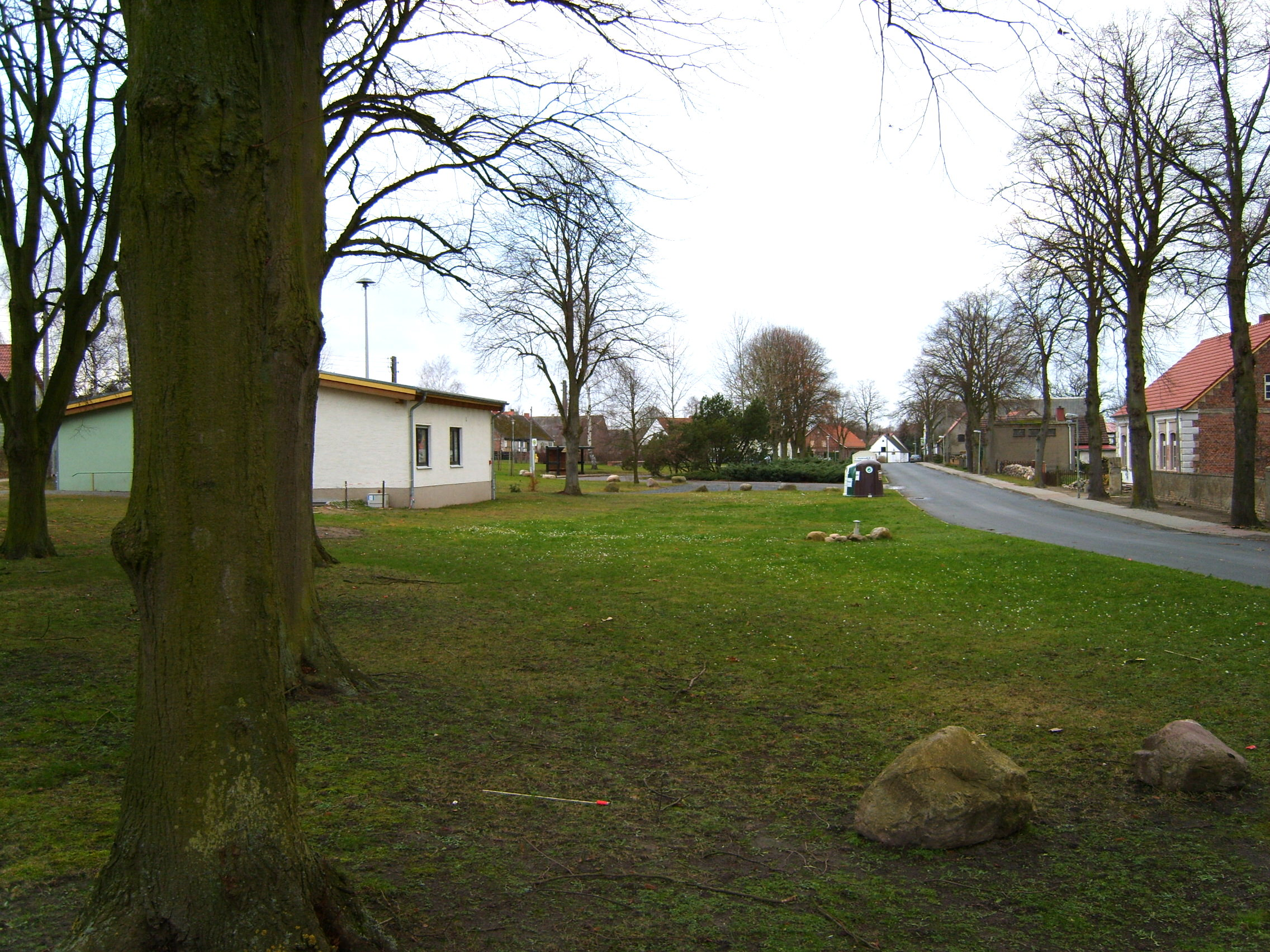
Anger von Drewelow

Drewelow ist seit dem 7. Juni 2009 ein Ortsteil der Gemeinde Spantekow im Landkreis Vorpommern-Greifswald in Mecklenburg-Vorpommern, Deutschland.

## Geografie und Verkehr
Drewelow liegt drei Kilometer westlich der Bundesstraße 197. Die Stadt Anklam befindet sich etwa 16 Kilometer nördlich. Die Bundesautobahn 20 ist über die Anschluss Anklam (ca. 27 km) oder den Anschluss Neubrandenburg-Nord (ca. 27 km) zu erreichen. Den Süden der Gemarkung durchzieht ein Endmoränenzug, während der Norden vom Peene-Südkanal durchflossen wird.
Ortsteile der ehemaligen Gemeinde Drewelow waren Drewelow und Drewelow Gut, das auch Fasanenhof genannt wird.

## Geschichte

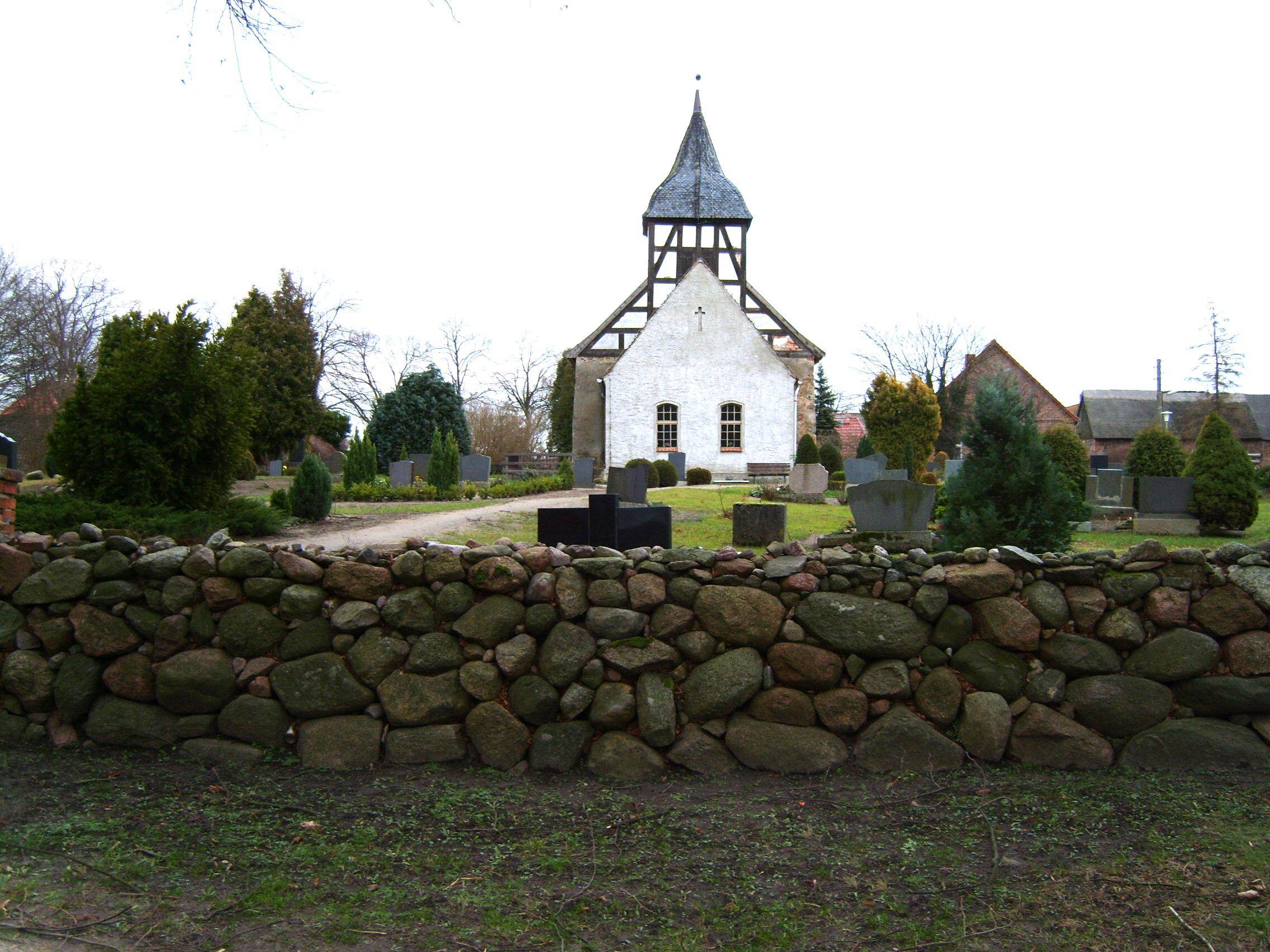
Kirche und Kirchhof in Drewelow

Drewelow wurde erstmals 1449 urkundlich als Drevelowe erwähnt, die Schreibweise wurde aber schon 1475 so wie die heutige angewandt. Der slawische Name kann als Holzhauer gedeutet werden, südlich des Ortes sind größere Waldgebiete.
Eine frühe Besiedlung des Raumes ist anzunehmen, da im südlichen Waldgebiet mehrere jungsteinzeitliche Großsteingräber und bronzezeitliche Hügelgräber nachgewiesen sind und noch vorhanden sind, die teilweise der benachbarten Gemarkung Sarnow zugeordnet werden.
Drewelow ist als Angerdorf angelegt und ist gleichzeitig Kirchort. Am Kirchhof ist um 1920 eine für das kleine Dorf ungewöhnlich große Denkmalanlage des Ersten Weltkrieges aufgebaut.
Auffallend ist an der Ortslage, dass laut MTB 1880 (Messtischblatt) die vorhandene Gutsanlage mit Namen Drewelow Gut ca. 1,3 Kilometer vom Dorf entfernt liegt und später auch als Fasanenhof genannt wird.
Zeitgleich mit den Kommunalwahlen am 7. Juni 2009 wurden die bis dahin eigenständigen Gemeinden Drewelow und Japenzin nach Spantekow eingemeindet.

## Sehenswürdigkeiten
- Kirche Drewelow
- Bäckerhaus (Denkmal)
- Denkmal Erster Weltkrieg

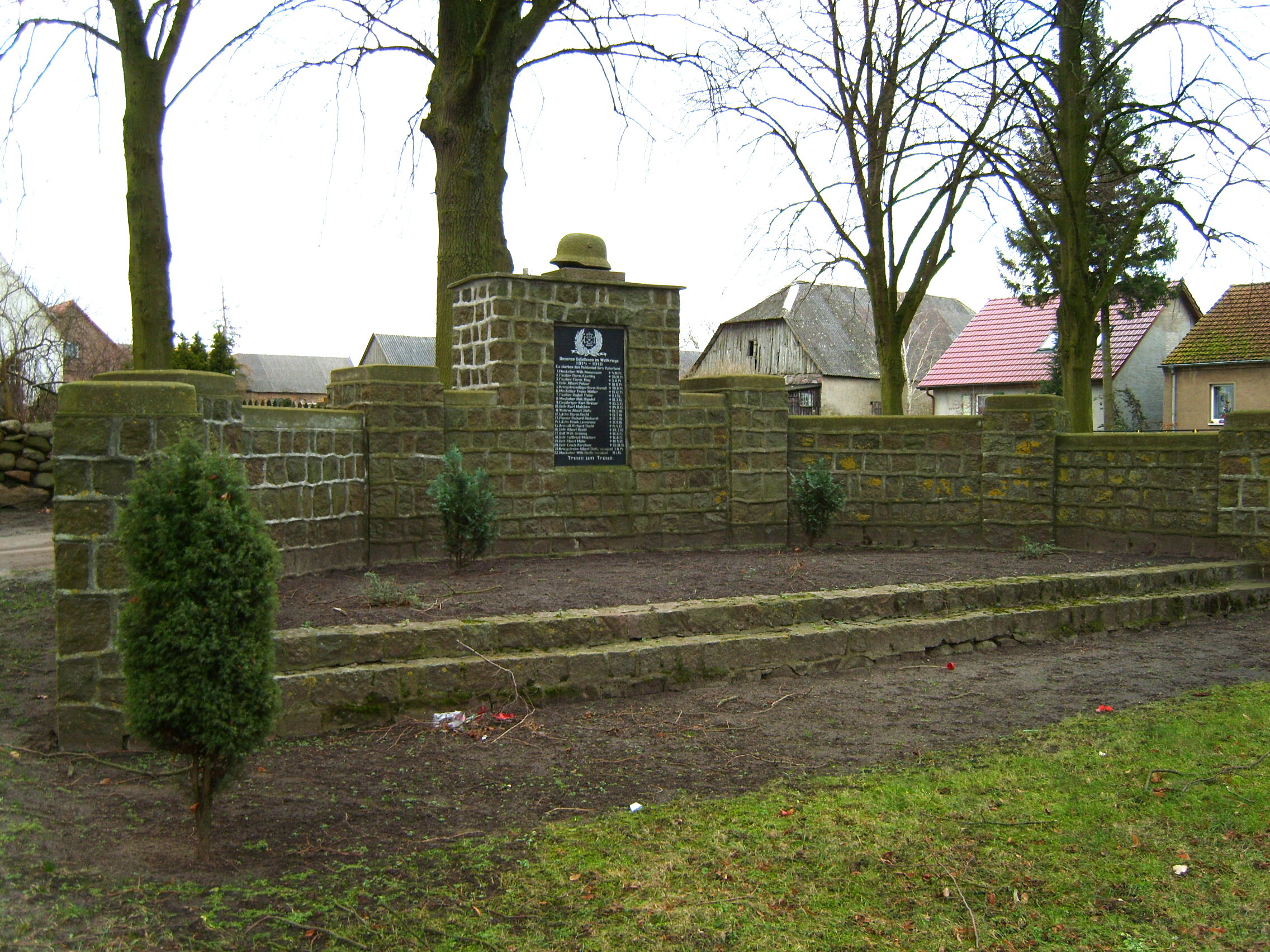
Denkmal Erster Weltkrieg in Drewelow

- Wirtschaftsgebäude, Feldstein mit Backsteinelementen

## Persönlichkeiten
In Drewelow geboren wurde Heinrich Bodinus (1814–1884), Direktor der Zoologischen Gärten in Köln und Berlin.